# Runebound
Runebound är ett äventyrsbrädspel med fantasytema för 2–6 spelare utgivet av Fantasy Flight Games 2004. Spelet är designat av Martin Wallace och Darrel Hardy. En andra utgåva lanserades under 2005 och en tredje utgåva under 2015. Handlingen i Runebound utspelar sig i landet Terrinoth och i spelet tar spelaren rollen som en äventyrare som ger sig ut på uppdrag. Dessa uppdrag kan antingen resultera i att de framgångsrikt slutförs eller att spelaren misslyckas och förlorar några saker. Varje äventyrare har unika karaktärsdrag och egenskaper, som hjälper dem under spelets gång. Äventyrarna kommer även att behöva slåss mot fiender, samla guld och få erfarenhetspoäng.